# Dira clytus
Dira clytus is een vlinder uit de onderfamilie Satyrinae en de familie Nymphalidae. De wetenschappelijke naam is gepubliceerd in 1764 door Carl Linnaeus.